# ホローポ

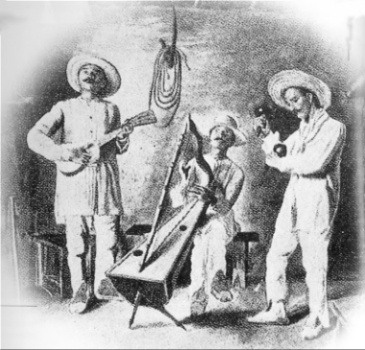
ベネズエラのホローポ。エロイ・パラシオ画（1912年）

ホローポ (Joropo) は、ワルツに似たリズムと、アフリカやヨーロッパに影響されたダンスで構成される音楽の形態で、ベネズエラからコロンビアにかけて広がるリャノ地方が発祥。特にその典型的な音楽またはムシカ・クリオージャ（クレオール音楽）で、ホローポはベネズエラを代表する伝統音楽のジャンルであるとともに、コロンビアにおいても伝統音楽のレパートリーの一部を構成している。また、ホローポは最も一般的な「民族のリズム」でもあり、ホローポの歌である有名な楽曲「アルマ・ジャネーラ (Alma Llanera) 」は、ベネズエラにおいて非公式な国歌と考えられてもいる。

## 語源
当初、スペイン語でホローポは「パーティ」の意味として定義されていたが、現在ではこの種類の音楽やダンスの形態を意味するようになった。これは1700年代に野外の労働者が、当時パーティやダンスの意味で使用されていた「ファンダンゴ」という言葉を使わず、このホローポという言葉を使い始めたためであるという。ファンダンゴはスペインの言葉で、一般的なフラメンコ等のダンスや歌を指す場合に使用されている。一方現在もホローポという言葉は受け入れられ、手足の動きやワルツで踊る音楽やダンスを表す際に使用されているのである。

## 内容

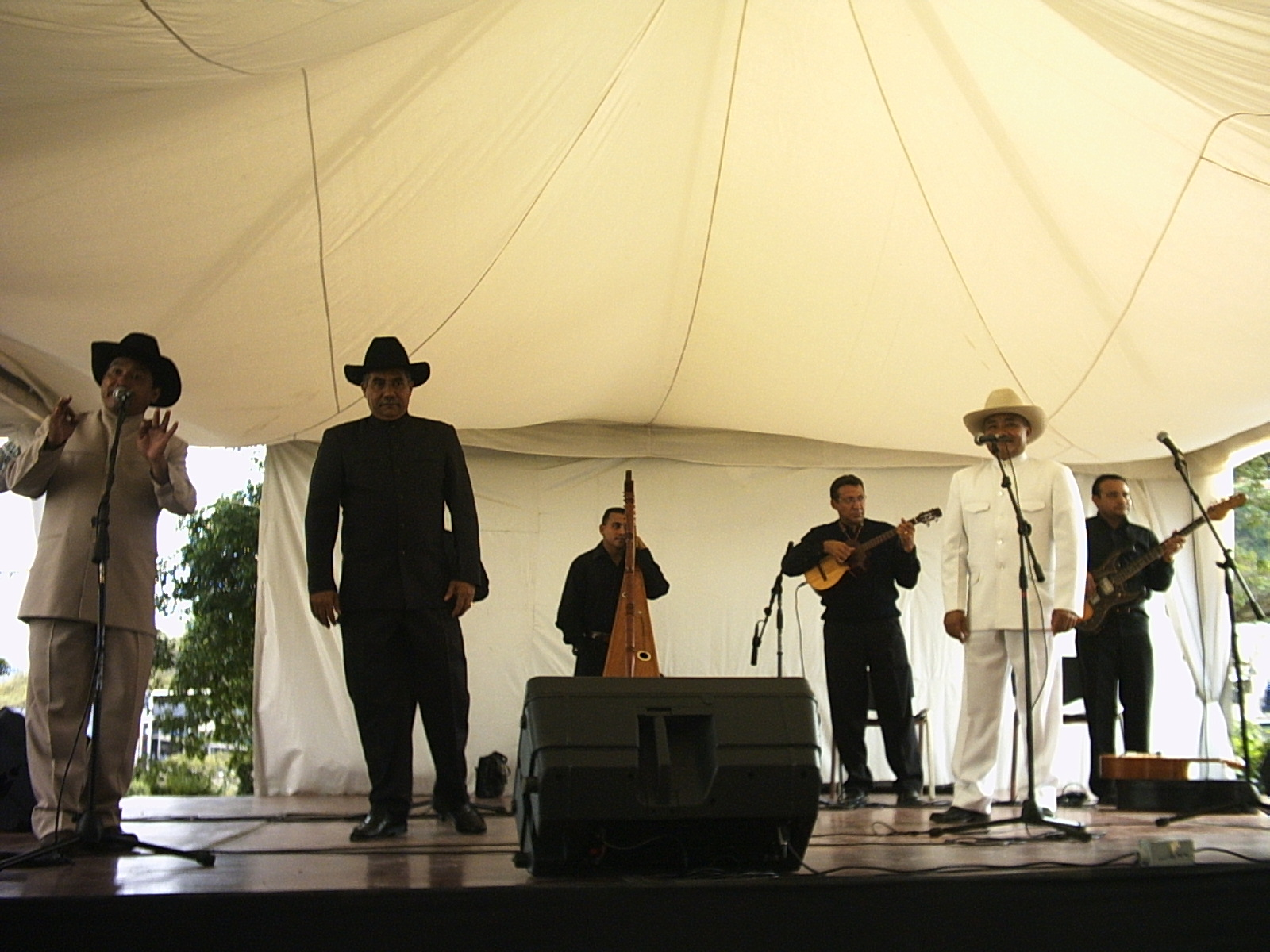
ベネズエラ、カラカスでのホローポの演奏。

ホローポにおけるダンスは、まず2人1組で互いにきつく抱き合いながらワルツを踊る。その後互いに向き合い、床を這うようにして前後に小さくステップを行う。最後に、お互いの腕をつかみ、男性側がリズムに合わせて足をふみならす一方、女性は這うようなステップを行う、というものである。
ホローポはアルパ・ジャネーラ（中型のハープ）、弦楽器のバンドーラとクアトロ、マラカスを使用して演奏され、ヘミオラまたは4分の3拍子と8分の6拍子を交互に利用するなどの、様々なポリリズム・パターンを用いる。元々はベネズエラとコロンビアのジャノス（Llanos、平野の意）に住む人々「ジャネーロ (llaneros) 」によって、多くは歌と共に演奏されていたことから、ホローポの形態は「ムシカ・クリオージャ」とも呼ばれていた。歌い手とハープまたはバンドーラの奏者は主旋律を奏で、一方でクアトロは伴奏を弾いて、特徴的なリズムと鋭い打楽器的な効果を生み出す。これらクアトロとバンドーラは、スペインのギターが由来の4絃楽器である。また、演奏に唯一使用される打楽器はマラカスである。その他、ホローポという言葉は音楽ジャンルやダンスの名称を表すほかにも、「演奏」そのものやイベント、または演奏の時を指す場合がある。
現代において、ホローポの演奏に上記の楽器以外のものも加えられるようになり、ギターやフルート、クラリネット、ピアノ等がその例であるが、完全な交響楽団もアレンジしたホローポを演奏することがある。1950年代以来、ベネズエラの作曲家アルデマーロ・ロメロは、数あるホローポの管弦楽的な編曲を率先して行ってきた人物であり、楽曲は因習的な演奏であるにもかかわらず、他のベネズエラの音楽ジャンルの中でも目立って世界中の観客を楽しませてきている。興味深いことに、管弦楽団がホローポを演奏する際には、クアトロも含まれることがよくある。
ヨーロッパ音楽や土着のベネズエラの人々から「マラカス」と呼ばれる楽器、更にはかつてアフリカから奴隷として連れてこられた人々独自の旋律と、これら3つの異なった文化の影響を受けていることから、ホローポはベネズエラ人を表していると考えられている。

## ホローポの種類
使う楽器によって、ホローポには異なった3つの種類がある。名称と使用する楽器は以下の通り。
- ホローポ・ジャネーロ (The joropo llanero) 　―　ナイロン製の弦が備わったハープ、クアトロ、マラカス。
- ホローポ・セントラル (The joropo central) 　―　鉄製の弦が備わったハープ、マラカス、歌、クアトロ。
- ホローポ・オリエンタル (The joropo oriental) 　―　ギター、マンドリン、アコーディオンなど、他の付加的な楽器。